# Goose Lake
Goose Lake és una població dels Estats Units a l'estat d'Iowa. Segons el cens del 2000 tenia 232 habitants.

## Demografia
Segons el cens del 2000, Goose Lake tenia 232 habitants, 84 habitatges, i 61 famílies. La densitat de població era de 271,4 habitants/km².
Dels 84 habitatges en un 40,5% hi vivien nens de menys de 18 anys, en un 63,1% hi vivien parelles casades, en un 6% dones solteres, i en un 26,2% no eren unitats familiars. En el 23,8% dels habitatges hi vivien persones soles l'11,9% de les quals corresponia a persones de 65 anys o més que vivien soles. El nombre mitjà de persones vivint en cada habitatge era de 2,76 i el nombre mitjà de persones que vivien en cada família era de 3,21.
Per edats la població es repartia de la següent manera: un 31,5% tenia menys de 18 anys, un 6,9% entre 18 i 24, un 30,6% entre 25 i 44, un 20,3% de 45 a 60 i un 10,8% 65 anys o més.
L'edat mediana era de 33 anys. Per cada 100 dones de 18 o més anys hi havia 103,8 homes.
La renda mediana per habitatge era de 43.125 $ i la renda mediana per família de 48.523 $. Els homes tenien una renda mediana de 31.875 $ mentre que les dones 22.679 $. La renda per capita de la població era de 15.453 $. Cap de les famílies i el 2,6% de la població estaven per davall del llindar de pobresa.

## Poblacions més properes
El següent diagrama mostra les poblacions més properes.